# فولهام
فولهام (/ˈfʊləm/) هي منطقة في لندن بورو أوف هامرسميث وفولهام في جنوب غرب لندن، إنجلترا، على بعد 3.6 ميل (5.8 كـم) جنوب غرب تشارينغ كروس. تقع على الضفة الشمالية لنهر التمز، بين هامرسميث كينسينغتون وتشيلسي، مقابل واندسوورث وبوتني وبارن إلمز ومركز لندن للأراضي الرطبة في بارنز. بين عامي 1900 و1965، كانت متروبوليتان بورو أوف فولهام، قبل اندماجها مع متروبوليتان بورو أوف هامرسميث، مما أدى إلى إنشاء منطقة لندن بورو أوف هامرسميث وفولهام.

## وصلات خارجية
- منطقة لندن هامرسميث وفولهام